# Koninklijke Commissie voor Toponymie en Dialectologie
De Koninklijke Commissie voor Toponymie en Dialectologie (KCTD) is een Belgische overheidsinstelling.

## Ontstaan
De Commissie voor Toponymie en Dialectologie werd ingesteld bij Koninklijk Besluit van 7 april 1926, door de minister van Kunsten en Wetenschappen Camille Huysmans. Zoals het Koninklijk Besluit het voorschreef, stelde de Commissie haar reglement en haar programma op; het werd bij ministerieel besluit van 27 december 1926 goedgekeurd.
De Commissie heeft als voornaamste doel de studie van de toponymie en de dialectologie aan te moedigen. Daartoe centraliseert zij alle informaties van wetenschappelijke aard over deze disciplines. Zij geeft een jaarboek uit met het jaarverslag, en met toponymische en dialectologische studies van de leden of van geleerden die niet tot deze Commissie behoren. De Commissie bestaat uit twee afdelingen: een Vlaamse en een Waalse.
Naast het strikt wetenschappelijke domein, is er een ander aspect dat bij de stichting niet expliciet werd bepaald, maar dat gaandeweg een grote rol ging spelen in de activiteiten van de Commissie. Zo kunnen het openbaar bestuur en talrijke officiële instanties gebruikmaken van de praktische diensten van de Commissie bijvoorbeeld inzake de keuze, de vorm en de spelling van plaats- en straatnamen. Nauwelijks een jaar na de oprichting van de Commissie, in 1927, gingen de leden van de Vlaamse afdeling de discussie aan, in verband met de spelling van de gemeentenamen. Het volgende jaar, in 1928, begon de Waalse afdeling met het onderzoek naar de taalkundige vorm van de aardrijkskundige namen die voorkwamen op de stafkaarten van het Militair (nu: Nationaal) Geografisch Instituut. Het eerste praktische resultaat van de Commissie dateert al van 1929, nauwelijks drie jaar na de oprichting, toen een regeling werd getroffen voor de spelling van de Vlaamse gemeentenamen. Op 27 juni 1942 verzocht de directeur-generaal van het ministerie van Binnenlandse Zaken de Commissie om haar medewerking bij zijn pogingen te verhinderen dat schepencolleges gevestigde namen van straten en pleinen zouden hernoemen.
Sedert 1927 verschijnt jaarlijks een jaarboek, in het Frans getiteld "Bulletin de la Commission de Toponymie et Dialectologie" en in het Nederlands "Handelingen van de Commissie voor Toponymie en Dialectologie". Van 1930 af werd het adjectief "royale" en "koninklijk" aan de titel toegevoegd. In 2006 verscheen deel 78. Verder publiceerde de Vlaamse afdeling 25 "Werken" en 10 "Overdrukken" (van belangrijke artikels). De Waalse afdeling publiceerde 24 "Mémoires" en 10 "Tirés à part".

## Leden
| - Marie-Guy Boutier - José Cajot - Jean-Marie Cauchies - Marie-Thérèse Counet-Bettonville - Frans Debrabandere - Georges De Schutter - Magda Devos - Jean-Luc Fauconnier - Michel Francard - Jean-Jacques Gaziaux |  | - Jean Germain - Jan Goossens - Catherine Hanton - Paul Kempeneers - Jean Lechanteur - Jean Loicq - Reine Mantou - Ann Marynissen - Vic Mennen - J.-H. Michel |  | - Jean-Marie Pierret - Karel Roelandts - Hugo Ryckeboer - Johan Taeldeman - Jacques Van Keymeulen - Willy Van Langendonck - Jef Van Loon - Ward Van Osta - Martine Willems - Leo Wintgens |

## Ereleden
| - W. Bal - Frans Claes - A. Goosse - R. Jongen |  | - J.-H. Michel - J. Moors - L. Van Durme - R. Willemyns |

## Voormalige leden
- Jean Haust

## Opdrachten
De KTCD vervult opdrachten die verband houden met
- Toponiemen (plaatsnamen): bijvoorbeeld oorsprong, juiste spelling en dies meer zij.
- Dialecten: bevordering van de studie van de streekgebonden dialecten.

Regelmatig verschijnen in de Handelingen van de Koninklijke Commissie voor Toponymie en Dialectologie publicaties over hoger beschreven onderwerpen.

## Woordenboek van de Belgische gemeentenamen
Op dit ogenblik werken een aantal leden van de Koninklijke Commissie voor Toponymie en Dialectologie aan de redactie van een woordenboek van de Belgische gemeentenamen. Samen kan zo, naar het voorbeeld van het Zwitserse "Lexikon der sweizerischen Gemeindenamen", een Belgisch woordenboek ontstaan. In dit woordenboek worden alle gemeentenamen van voor 1831 opgenomen, zo een 3000-tal. Voorlopig wordt gewerkt aan de verklaring van de gemeentenamen in Vlaanderen en Brussel.
Zulk woordenboek zal een leemte opvullen. Het internet staat thans bol van verkeerde verklaringen. Basis is nog altijd het Franstalige boek van prof. Albert Carnoy, uit 1948. Nogal wat besturen putten uit dit boek om de naam van hun gemeente uit te leggen. Jammer genoeg is bijna het hele boek verouderd en onjuist. Het nieuwe woordenboek van gemeenten (streefdatum 2008) geeft naast de juiste oude vormen de dialectische uitspraak als deze erg afwijkend is, en vervolgens een wetenschappelijk gefundeerde verklaring.
Aan het woordenboek werken volgende doctors in de filologie mee:
- Frans Debrabandere
- Magda Devos
- Paul Kempeneers
- Victor Mennen
- Hugo Ryckeboer
- Jacques Van Keymeulen
- Ward Van Osta